# Герняк
Герняк (пол. Gierniak) — село в Польщі, у гміні Кшчонув Люблінського повіту Люблінського воєводства.
Населення — 78 осіб (2011).
У 1975-1998 роках село належало до Люблінського воєводства.

## Демографія
Демографічна структура станом на 31 березня 2011 року:
|          | Загалом | Допрацездатний вік | Працездатний вік | Постпрацездатний вік |
| -------- | ------- | ------------------ | ---------------- | -------------------- |
| Чоловіки | 39      | 7                  | 21               | 11                   |
| Жінки    | 39      | 8                  | 15               | 16                   |
| Разом    | 78      | 15                 | 36               | 27                   |